# برونو کوربوچی
برونو کوربوچی (ایتالیایی: Bruno Corbucci؛ ‏ ۲۳ اکتبر ۱۹۳۱ – ۷ سپتامبر ۱۹۹۶) کارگردان فیلم، فیلم‌نامه‌نویس و تهیه‌کننده اهل ایتالیا بود. او برادر کوچک سرجو کوربوچی کارگردان فیلمهای وسترن اسپاگتی است.

## فیلم‌شناسی
- چشم، چشم بد، جعفری و رازیانه
- گربه و سگ
- گرگ و بره
- فضول
- این دنیای دیوانهٔ دیوانهٔ ترانه
- علاءالدین
- به‌راستی چه بر سر بیبی توتو آمد؟
- ایتالیای کوچک
- برده
- فردها و زوج‌ها
- جو موزفروش
- ریمینی ریمینی
- ریمینی ریمینی - یک سال بعد
- خانم صاحبخانه
- دارم یه قایق تفریحی می‌گیرم
- به زور مال من
- مسالینا، مسالینا!
- سوداگر
- عشق‌بازان
- ممنوعه‌ترین دکامرون
- ایزابلا، دوشس شیاطین